# 贵州省监察委员会
贵州省监察委员会，简称贵州省监委，是中华人民共和国贵州省的省级地方国家监察机关，与中国共产党贵州省纪律检查委员会合署办公。

## 历史沿革
2018年2月2日，贵州省监察委员会正式挂牌成立。

## 历任领导
第十三届人大
- 任期：2018年2月1日－
- 主任：夏红民（2018年1月30日[3]－2021年11月26日） → 李元平（2022年1月11日－）
- 副主任：黄文胜、陈再天（－2022年5月25日）、张平、朱江华（－2021年9月29日）、梁伟（2021年9月29日－2022年5月25日）、杨光杰（2022年5月25日－）
- 委员：向昀（－2018年8月2日）、斯洪东（－2020年3月6日）、史芸（－2020年3月6日）、梁伟（2018年11月29日－2021年9月29日）、饶瑜珠、杨光杰（－2022年5月25日）、万庭祥、吴寿文（2021年3月26日－）、张洪武（2021年3月26日－）、任康廷（2021年7月29日－）、汤敏（2022年5月25日－）